# Throana callista
Throana callista är en fjärilsart som beskrevs av Louis Beethoven Prout 1926. Throana callista ingår i släktet Throana och familjen nattflyn. Inga underarter finns listade i Catalogue of Life.